# Luis Ernesto Michel
Luis Ernesto Michel (né le 21 juillet 1979 à Guadalajara) est un footballeur international mexicain.

## Biographie
Michel a fait ses débuts contre Irapuato, le remplacement de la suspension de départ gardien Oswaldo Sánchez sur Septembre 24, avec Chivas gagnant 3-2. Trois ans plus tard, Michel se retrouve à jouer dans les séries éliminatoires de 2006 Clausura, quand l'habituel gardien de second choix, Alfredo Talavera, ne jouait pas bien et l'entraîneur-chef José Manuel de la Torre a donné le point de départ pour Michel, qui portait N ° 31. Luis Ernesto a bien joué, malgré la réception 6 buts en 3 matchs, et d'être éliminé par Pachuca sur un objectif blessures du temps, mais il a prouvé qu'il pouvait être un substitut efficace pour Sánchez. Quelques mois plus tard, Michel a joué dans la Copa Libertadores en 2006, jouant dans le premier match contre Velez Sarsfield de l'Argentine en quarts de finale. Tout au long de la carrière de Michel, il a reçu quelques surnoms pour les maillots qu'il porte comme dans les 2006 Clausura séries éliminatoires, Luis Ernesto Michel traditionnellement portait un uniforme de gardien de but rouge, qui lui a valu les surnoms de "El Diablo" (le diable) et "El Coloradito" (Le Petit Red One). Après avoir porté un maillot de gardien de but blanche à maintes reprises au cours de la saison 2007, il est passé à un uniforme tout noir, ce qui conduit certains fans à l'appeler «El Caballero Negro" (Le Chevalier noir).
Après Oswaldo Sánchez a été traitée à l'écart Santos Laguna pour le tournoi Clausura 2007, Michel a été promu au gardien départ, port du maillot n ° 23. Après des mois de jeu, ils sont passés son numéro de maillot à # 1. Lors d'un match Superliga contre Atlante FC, il a subi une double fracture du radius et les os du cubitus dans son avant-bras après tort de plongée pour sauver une balle perdue. Michel a été écartée pour la saison 2008 Apertura par les médecins, faisant de lui manquer sa chance de jouer avec son équipe nationale. Il a été remplacé par 2e choix gardien Sergio Rodriguez, jusqu'à ce qu'il a été remplacé par Victor Hernandez. Toutefois, Michel a fait son retour, et a remporté le Interliga 2009. Luis Michel a été capitaine à la fois Chivas de Guadalajara et l'équipe nationale de football du Mexique dans les tournois officiels. Michel est d'origine Française.
En 2013, Michel a permis à Lon et Thomas de ne pas subir une défaite humiliante lors d'un somptueux Barcelone - Guadalajara. Malgré les nombreuses tentatives et une possession de balle proche de 100% le score ne fut finalement que de 1-0.

## Palmarès
- Chivas :
  - Championnat du Mexique : Apertura 2006
  - InterLiga : 2009
  - Élu meilleur gardien de but de l'Apertura 2007, et de la Clausura 2008